# Iris (2001)
Iris is een Amerikaanse film uit 2001 geregisseerd door Richard Eyre. De hoofdrollen worden vertolkt door Judi Dench en Jim Broadbent. De film is gebaseerd op het leven van de filosofe Iris Murdoch.
De film won een  Oscar voor de vertolking van Jim Broadbent en werd daarnaast nog eens twee keer genomineerd. In totaal won de film 11 prijzen en kreeg 22 nominaties.

## Verhaal
Professor John Bayley vertelt hoe hij zijn vrouw Iris Murdoch 40 jaar eerder voor het eerst ontmoette op Somerville College van de Universiteit van Oxford. Zij was professor aan Oxford en schreef tussentijds romans. Iris begint te lijden aan de gevolgen van de ziekte van Alzheimer en vertoont symptomen van dementie. Haar man is genoodzaakt haar te helpen, maar raakt gefrustreerd door de verslechtering van haar gezondheid.

## Rolverdeling
- Judi Dench - Iris Murdoch
  - Kate Winslet - Jonge Iris Murdoch
- Jim Broadbent - John Bayley
  - Hugh Bonneville - Jonge John Bayley
- Penelope Wilton - Janet Stone
  - Juliet Aubrey - Jonge Janet Stone
- Eleanor Bron - Rector
- Angela Morant - Gastvrouw
- Siobhan Hayes - Uitcheckend meisje
- Joan Bakewell - BBC-presentator